# Eulepidotis argyritis
Eulepidotis argyritis är en fjärilsart som beskrevs av Butler 1879. Eulepidotis argyritis ingår i släktet Eulepidotis och familjen nattflyn. Inga underarter finns listade i Catalogue of Life.